# Halopsis ocellata
Halopsis ocellata is een hydroïdpoliep uit de familie Mitrocomidae. De wetenschappelijke naam van de soort werd in 1865 gepubliceerd door Alexander Agassiz.